# Tetrodotoxina
A tetrodotoxina (TTX) é uma toxina hidrofílica, não proteica, produzida por certas bactérias, como Vibrio spp., no qual várias espécies de peixes, gastrópodes marinhos, bivalves, bactérias, anfíbios, artrópodes e platelmintas são incapazes de produzir a toxina endogenamente, logo adquirem-na através da cadeia alimentar. Apresenta uma toxicidade cerca de 1000 vezes superior ao cianeto. É termoestável, o aquecimento não diminui a sua toxicidade, pelo contrário ocorre um aumento da mesma.
Atualmente, conhecem-se 30 análogos estruturais da tetrodotoxina e vários estudos revelaram que o grau de toxicidade de cada um varia com a estrutura, de acordo com o número e a posição dos substituintes hidroxilo.
É uma potente neurotoxina que bloqueia os potenciais de acção nos nervos. Esta substância liga-se aos poros dos canais de sódio voltagem-dependentes existentes nas membranas das células nervosas.

## História
O peixe-balão é uma das espécies que contém tetrodotoxina mais estudada, podendo ser encontrado em ambientes de água doce ou salgada.
O primeiro relato de envenenamento num ocidental foi descrito nos registros do capitão James Cook, em 1774. Após a ingestão de uma pequena porção de peixe-balão, o capitão descreveu sensação de fraqueza e letargia nos músculos. Um dos porcos, que tinha ingerido o que restou do peixe, foi encontrado morto na madrugada seguinte.

## Síntese química
A primeira elucidação estrutural da tetrodotoxina ocorreu em 1964, por Robert B. Woodward et al. , seguida pela confirmação por cristalografia de raios-X em 1970.
A primeira síntese total de tetrodotoxina racémica foi realizada no ano de 1972 e, atualmente, são diversas as metodologias e os reagentes utilizados, havendo várias estratégias para obtenção de tetrodotoxina enantiomericamente  pura (−).

## Envenenamento

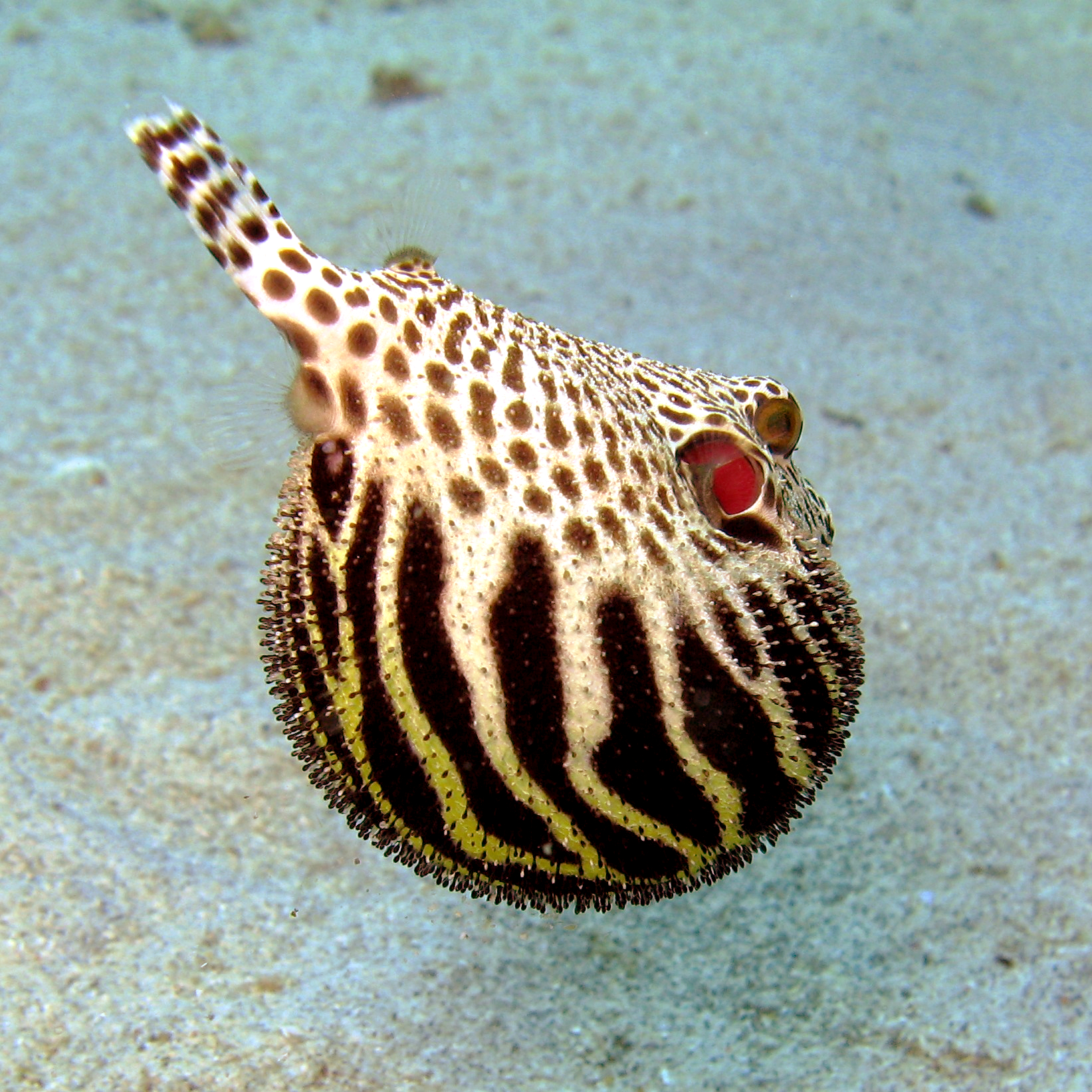
O fugu japonês/baiacu contém essa toxina em seu tecido

O envenenamento é causado pela ingestão de toxina produzida nas gónadas e outros tecidos viscerais de alguns peixes da classe Tetraodontiformes, à qual pertencem o peixe fugu japonês ou baiacu. Esta toxina e a saxitoxina são dois venenos dos mais potentes conhecidos, sendo a dose letal mínima de cada uma delas, no camundongo, de aproximadamente 8 μg/kg. São fatais para o homem. Ocorre também na pele de salamandras aquáticas, bodião, sapo Atelopus (da Costa Rica), determinados polvos, estrela-do-mar, anjo-do-mar, porco-espinho e caranguejo xantídeo.
Nenhuma alga foi identificada como responsável por essa produção e até recentemente a tetrodotoxina foi considerada como um produto metabólico do hospedeiro. Recentes estudos da produção da tetrodotoxina/anidrotetrodotoxina por determinadas bactérias, incluídas as cepas da família da Vibrionaceae, Pseudomonas sp., e Photobacterium phosphoreum, apontam uma origem bacteriana para estas toxinas. É comum bactérias associarem-se à animais marinhos. Se confirmados, esses achados podem contribuir para o controle dessas toxicoses.
O primeiro sintoma de envenenamento é uma dormência/paralisação dos lábios e da língua, que aparece entre 20 minutos a 3 horas depois da ingestão do baiacu. O sintoma seguinte é o aumento de parestesia de face e extremidades, que pode ser acompanhada de sensação de leveza ou flutuação. Dor de cabeça, rubor facial, dor epigástrica, náusea, diarréia e/ou vômito podem ocorrer. Dificuldade para andar pode ocorrer nessa fase que evolui para o aumento da paralisia, com dispnéia. A fala é afetada e a pessoa envenenada apresenta comumente cianose e hipotensão, com convulsões, contração muscular, pupilas dilatadas, bradicardia e insuficiência respiratória. O paciente, embora totalmente paralisado, permanece consciente e lúcido até o período próximo da morte. O óbito ocorre dentro de 4 a 6 horas, podendo variar de cerca de 20 minutos a 8 horas.

## Agente etiológico
Tetrodotoxina (anidrotetrodotoxina 4-epitetrodotoxina, ácido tetrodônico). É uma neurotoxina não protéica, termo-estável, em concentrações nanomolares, bloqueiam especificamente os canais de Na+ nas membranas das células excitáveis. Como resultado, o potencial de ação é bloqueado. Nem todos os canais de Na+ são igualmente sensíveis à tetrodotoxina; os canais nas células musculares cardíacas e de músculo liso são amplamente resistentes, e um canal de Na+ tetrodotoxina-insensível é observado quando um músculo esquelético é desnervado.
O bloqueio dos nervos vasomotores, associado ao relaxamento do músculo liso vascular, parece ser responsável pela hipotensão que é característica do envenenamento por tetrodotoxina. Esta toxina causa morte por paralisia dos músculos respiratórios.

## Mecanismo de ação
O mecanismo de toxicidade da TTX está relacionado com o seu efeito nos tecidos excitáveis. Esta toxina liga-se aos canais de sódio dependentes da voltagem NaV dos músculos e dos nervos e bloqueia-os. A ligação da tetrodotoxina impede a passagem dos iões de sódio pelo canal, o que resulta numa impossibilidade de ocorrer a despolarização e propagação de potenciais de ação. Assim sendo, a inibição dos canais de sódio conduz à imobilização destes tecidos.
A ligação desta toxina aos canais de dependentes da voltagem resulta da interação entre o grupo guanidina (carregado positivamente) da tetrodotoxina com os grupos carbonilo (carregados negativamente) nas cadeias laterais das subunidades-α do poro do canal de sódio.

## Ocorrência e Reservatório
Os seres marinhos portadores de tetrodotoxina encontram-se geograficamente distribuídos por diversos locais do mundo, porém verifica-se um maior número de intoxicações por esta toxina na China, Japão, Taiwan e Austrália .
Mais comum no Japão, que registrou, de 1974 a 1983, 646 casos de envenenamento por baiacu, com 179 casos fatais. Estima-se que são vítimas do veneno, em regiões onde essa prática é mais comum, cerca de 200 pessoas por ano com 50% de mortes. Há registros de casos por ingestão de baiacu provenientes do Oceano Atlântico, Golfo do México e Golfo da Califórnia. Também foram relatados casos não confirmados com ingestão de espécies provenientes do Atlântico - Spheroides maculatus; contudo, a toxina extraída desse peixe foi altamente tóxica para ratos.
Uma espécie de molusco - Charonia sauliae tem sido implicada também em intoxicações, com evidência de que contenha derivados da tetrodoxina. Não há dados no Brasil sobre esse tipo de intoxicação/envenenamento pelo peixe baiacu.
Em 23/10/14, de acordo com matéria veiculada no jornal eletrônico G1, 11 pessoas em Duque de Caixas, Rio de Janeiro, foram contaminadas após ingerirem o baiacu. Dois dos pacientes ficaram em estado grave. Os médicos procederam à lavagem gástrica das vítimas.

## Período de incubação
De 20 minutos a 3 horas, havendo relato de casos com início dos sintomas 2 a 3 minutos após a ingestão. 6. Modo de transmissão - ingestão de baiacu e outras espécies que produzem a tetrodoxina. 7. Susceptibilidade e resistência - todos os humanos são suscetíveis ao veneno tetrodotoxina. Esta toxicose pode ser evitada não se consumindo baiacu ou outras espécies que produzem o veneno. Há várias outras espécies que contém a toxina, mas que não são alvo, felizmente, da culinária. Fugu no Japão é um problema de saúde pública pois faz parte da culinária tradicional. É considerado uma guloseima preparada e vendida em restaurantes especiais com indivíduos treinados e licenciados capazes de remover cuidadosamente as vísceras para reduzir o perigo de envenenamento.
A despeito dos cuidados na preparação, produtos à base de fugu no Japão ainda são responsáveis por casos fatais contabilizando-se cerca de 50 mortes anuais. A importação desse peixe é proibida em alguns países, como os EEUU, com especial exceção para os restaurantes japoneses. Entretanto, um potencial perigo permanece em relação a possíveis erros em seu preparo.

## Diagnóstico e Conduta médica
O diagnóstico presuntivo é feito com base no quadro clínico e história de ingestão recente do baiacu/fugu ou similar. É importante estabelecer o diagnóstico diferencial com outras síndromes causadas por toxinas naturais, em especial, as produzidas por frutos do mar (Tabela 1), e com outros quadro neurológicos, dentre eles, o botulismo.

## Tratamento
Não há antídoto conhecido para a intoxicação com tetrodotoxina. O tratamento atual consiste em suporte respiratório, intubação e ventilação mecânica até que a tetrodotoxina seja toda excretada pela urina. Está descrito na literatura que se a intoxicação por tetrodotoxina for detetada nos 60 minutos consequentes à ingestão da toxina, há vantagens no uso de carvão ativado ou na lavagem gástrica para diminuir a absorção deste tóxico. Recorrer a hemodiálise também se mostrou benéfico, principalmente em pacientes com comprometimento renal. É frequentemente administrada neostigmina para tratar a insuficiência respiratória aguda, apesar de não haver dados suficientes que recomendem ou desencorajem o seu uso. Foram investigados e desenvolvidos vários anticorpos e “vacinas” com ação anti-tetrodotoxina, e que preveniam a morte dos intoxicados com este produto.

## Alimentos associados
Os envenenamentos estão praticamente circunscritos ao consumo de baiacu das águas de regiões dos Oceanos Índico e Pacífico. Há contudo, casos registrados devido a ingestão desse peixe das águas do Oceano Atlântico, Golfo do México e Golfo da Califórnia. Esses peixes baiacu geralmente são importados da China, Japão, México, Filipinas e Taiwan.

## Medidas de controle
1) Notificação de surtos - a ocorrência de surtos (2 ou mais casos) requer a notificação imediata às autoridades de vigilância epidemiológica municipal, regional ou central, para que se desencadeie a investigação das fontes comuns e medidas preventivas. Um único caso, por representar um agravo à saúde, deve ser também notificado.
2) Medidas preventivas – orientações sobre o risco de ingestão do peixe baiacu e outras espécies que produzem a tetrodotoxina.
3) Medidas em epidemias – investigação do surto e identificação do produto e origem, com medidas para controle e prevenção de novos casos.

## Intoxicações associadas com toxinas de frutos do mar
| Tipo de Intoxicação           | Toxina        | Fonte                                                           | Início dos Sintomas   | Síndrome Clínica                                                                                                 |
| ----------------------------- | ------------- | --------------------------------------------------------------- | --------------------- | --- |
| Ciguatera                     | Ciguatoxina   | Peixes de recifes/corais, barracuda, caranho vermelho e garoupa | 1 a 4 horas           | Dor abdominal, diarréia, vômito, reversão sensorial frio e calor, parestesias, mialgias, e fraqueza              |
| Amnésica por frutos do mar    | Ácido domóico | Mexilhões e outros mariscos bivalves, caranguejos e anchovas    | 15 minutos a 38 horas | Vômito, diarréia, dor de cabeça, mioclonia, hemiparesias, apreensão, coma e perda permanente da memória recente. |
| Escombróide                   | Histamina     | Atum, bonita, cavala, peixes salteadores                        | Minutos a 4 horas     | Severa dor de cabeça, vertigem, náusea, vômito, rubor, urticária, dificuldade respiratória                       |
| Neurotóxica por frutos do mar | Neurotoxina   | Mexilhões e outras espécies que se alimentam de plânctons       | Minutos a 3 horas     | Diarréia, vômito, ataxia e parestesias                                                                           |
| Paralítica por frutos do mar  | Saxitoxina    | Mexilhões e outras espécies bivalves                            | < 30 minutos          | Vômito, diarréia, paralisia facial e respiratória                                                                |

1. ↑  «Risks for public health related to the presence of tetrodotoxin (TTX) and TTX analogues in marine bivalves and gastropods» (em inglês). 20 de abril de 2017
2. ↑  Lorentz, Max N.; Stokes, Amber N.; Rößler, Daniela C.; Lötters, Stefan (10 de outubro de 2016). «Tetrodotoxin». Current biology: CB. 26 (19): R870–R872. ISSN 1879-0445. PMID 27728785. doi:10.1016/j.cub.2016.05.067
3. ↑  NARAHASHI, Toshio (2008). «Tetrodotoxin -A brief history-». Proceedings of the Japan Academy, Series B (5): 147–154. ISSN 0386-2208. doi:10.2183/pjab.84.147. Consultado em 1 de maio de 2023
4. 1 2 3  Bane, Vaishali; Lehane, Mary; Dikshit, Madhurima; O'Riordan, Alan; Furey, Ambrose (21 de fevereiro de 2014). «Tetrodotoxin: chemistry, toxicity, source, distribution and detection». Toxins. 6 (2): 693–755. ISSN 2072-6651. PMC 3942760. PMID 24566728. doi:10.3390/toxins6020693
5. ↑  «A review of selected seafood poisonings - ProQuest»
6. ↑  «Captain Cook — food poisoning victim» (em inglês)
7. ↑  Woodward, R. B.; Gougoutas, J. Zanos. (1 de novembro de 1964). «The Structure of Tetrodotoxin». Journal of the American Chemical Society. 86 (22): 5030–5030. ISSN 0002-7863. doi:10.1021/ja01076a076
8. ↑  Furusaki, Akio; Tomiie, Yujiro; Nitta, Isamu (1 de novembro de 1970). «The Crystal and Molecular Structure of Tetrodotoxin Hydrobromide». Bulletin of the Chemical Society of Japan. 43 (11): 3332–3341. ISSN 0009-2673. doi:10.1246/bcsj.43.3332
9. ↑  Kishi, Y.; Aratani, M.; Fukuyama, T.; Nakatsubo, F.; Goto, T.; Inoue, S.; Tanino, H.; Sugiura, S.; Kakoi, H. (dezembro de 1972). «Synthetic studies on tetrodotoxin and related compounds. III. Stereospecific synthesis of an equivalent of acetylated tetrodamine». Journal of the American Chemical Society. 94 (26): 9217–9219. ISSN 0002-7863. doi:10.1021/ja00781a038
10. ↑  L., Brunton, Laurence; A., Chabner, Bruce (2012). As bases farmacológicas da terapêutica de Goodman & Gilman (12a. ed.). São Paulo: Grupo A - AMGH. ISBN 9788580551174. OCLC 951583998
11. 1 2  Lago, Jorge; Rodríguez, Laura P.; Blanco, Lucía; Vieites, Juan Manuel; Cabado, Ana G. (19 de outubro de 2015). «Tetrodotoxin, an Extremely Potent Marine Neurotoxin: Distribution, Toxicity, Origin and Therapeutical Uses». Marine Drugs. 13 (10): 6384–6406. ISSN 1660-3397. PMC 4626696. PMID 26492253. doi:10.3390/md13106384
12. ↑  G1 (23 de outubro de 2014). «Onze pessoas são intoxicadas após ingerirem baiacu em Caxias, RJ». G1. Consultado em 23 de outubro de 2014
13. ↑  Xu, Qin-Hui; Zhao, Xiu-Nan; Wei, Chang-Hua; Rong, Kang-Tai (julho de 2005). «Immunologic protection of anti-tetrodotoxin vaccines against lethal activities of oral tetrodotoxin challenge in mice». International Immunopharmacology. 5 (7-8): 1213–1224. ISSN 1567-5769. PMID 15914326. doi:10.1016/j.intimp.2005.02.017
14. ↑  Xu, Qin-Hui; Wei, Chang-Hua; Huang, Kai; Rong, Kang-Tai (31 de janeiro de 2005). «Toxin-neutralizing effect and activity-quality relationship for mice tetrodotoxin-specific polyclonal antibodies». Toxicology. 206 (3): 439–448. ISSN 0300-483X. PMID 15588933. doi:10.1016/j.tox.2004.08.006
15. ↑  Xu, Qin-Hui; Zhao, Xiu-Nan; Cheng, Jun-Ping; Wei, Chang-Hua; Zhang, Qin-Hua; Rong, Kang-Tai (novembro de 2006). «Influence of carrier proteins on the immunologic response to haptenic antitetrodotoxin vaccine». Bioconjugate Chemistry. 17 (6): 1508–1513. ISSN 1043-1802. PMID 17105230. doi:10.1021/bc060083u